# Idrottssoldat
Idrottssoldater är personer vilka som soldater ges tillfälle att få statlig finansiering för att utöva sin idrott. I vilken form idrottssoldaterna är engagerade i det militära varierar från land till land. I många länder existerar också andra system för statlig finansiering genom anställning vid tullen, gränsbevakningen, polisen eller liknande.

## Omfattning
Systemet med idrottssoldater finns i olika former i Finland, Frankrike, Grekland, Italien, Japan, Kina, Lettland, Litauen, Norge, Rumänien, Ryssland, Schweiz, Slovakien, Slovenien, Spanien. Sverige, Tyskland, Ukraina, USA och Österrike.

## Sverige
Sverige var det första land som använde sig av idrottssoldater, då man inför Stockholmsolympiaden 1912 gav duktiga idrottsutövare möjligheten att bli inkallade i upp till sex månader för att under denna tid kunna träna på heltid. Särskilda idrottsplutoner fanns i Sverige 1967-2004. Idag stödjer Försvarsmakten elitidrott genom försvarsmaktens elitsatsning - FM Elit - inom olika idrottsgrenar. Det är försvarsmaktens program för idrottsutövare som får möjlighet att träna och tävla på arbetstid. 

## Frankrike
Värnpliktens avskaffande 2003 medförde att det franska militära idrottssystemet omorganiserades. Det finns idag sammanlagt 10 tjänster som civilanställda och 80-90 tjänster som militära idrottsutövare på internationell nivå. De civilanställda skall vara elitidrottsmän inom olympiska sporter. De är visstidsanställda som får träna och tävla på arbetstid samtidigt som de får möjlighet att avlägga de tjänsteexamina som krävs för tillsvidareanställning. Militärerna skall vara elitidrottsmän inom de idrotter som gynnas av försvaret. Armén ansvarar för skidåkning, triathlon och ridsport; flygvapnet för fallskärmssport; marinen för segelsport; gendarmeriet för skytte.

## Tyskland
I Tyskland är omkring 820 idrottsutövare på nationell och internationell nivå anställda av Bundeswehr. Vid polis, tull och brandväsende finns cirka 1 000 sådana idrottsutövare anställda. Ingen av dessa behöver annat än i mycket begränsad omfattning tjänstgöra som vanliga militärer, poliser, tullare eller brandmän utan kan använda sin tid till träning och tävling.